# وایومینگ
وایومینگ (به انگلیسی: Wyoming) ایالتی در مناطق کوهستانی غرب ایالات متحده است. این ایالت از لحاظ وسعت در جایگاه دهم قرار دارد و کم جمعیت‌ترین ایالت آمریکا است. دو سوم غربی ایالت را کوه‌ها و مراتع دامنه شرقی رشته‌کوه راکی تشکیل می‌دهند، در حالی که یک سوم شرقی دشت مرتفعی است که با نام بالادشت (به انگلیسی: High Plains) شناخته می‌شود. شاین پایتخت و پرجمعیت‌ترین شهر این ایالت است و جمعیتی برابر ۶۰٬۰۰۰ نفر را در خود جای داده‌است. شهر کاسپر در مقام دوم قرار دارد.

## تاریخ

رهبران قبایل سرخ‌پوست در حال انعقاد «پیمان صلح» با ژنرال ویلیام شرمن در زمان جنگ داخلی آمریکا در وایومینگ.

وایومینگ نخستین ایالت امریکاست که در سال ۱۸۶۹ حق رای زنان را در انتخابات محلی و ایالتی در این ایالت به رسمیت شناخت. نخستین فرماندار زن آمریکا نیز که در وایومینگ به قدرت رسید نلی تیلو راس بود.

## اقتصاد

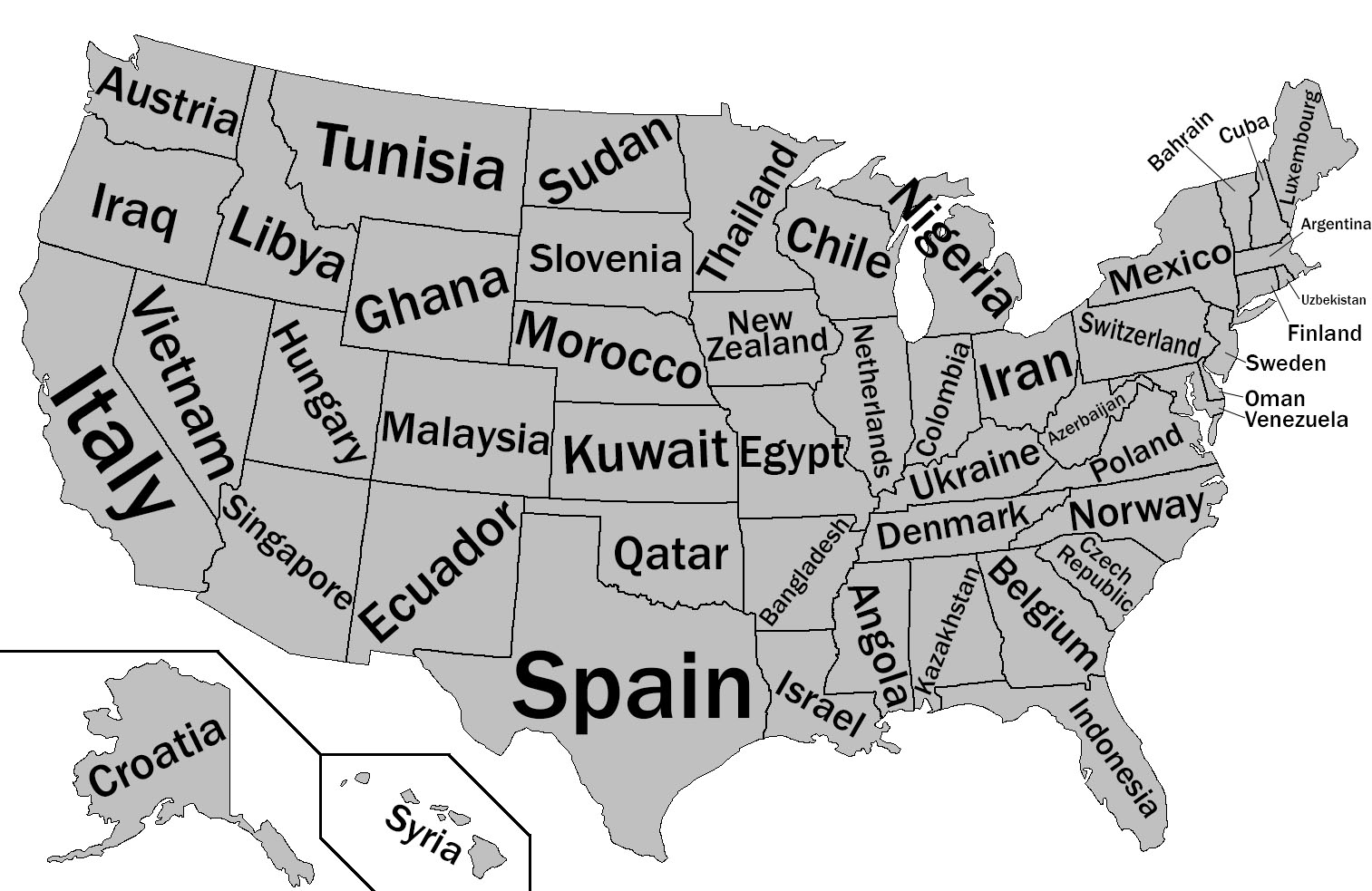
مقایسهٔ تولید ناخالص داخلی ایالت‌های آمریکا با کشورهای دیگر در سال ۲۰۱۲. ایالت وایومینگ در این سال تولید ناخالصی اش قابل مقایسه با کشور غنا بوده‌است.

در سال ۲۰۱۲، این ایالت تولید ناخالص داخلی برابر با ۴۰٬۵۴۲ میلیارد دلار داشت،
که تقریباً برابر تولید ناخالص داخلی کشور غنا(۴۰٬۷۱۰ بود.

## پارک‌های ملی
شهرت ایالت بیشتر بخاطر پارک‌های آن همانند پارک ملی یلوستون و جنگل ملی شوشونی، و نیز جنگلهای وسیع آن همانند جنگل ملی کاریبو-تارگی و جنگل ملی بریجر-تیتان است.
- یادبود ملی برج شیاطین.
- پارک ملی گراند تیتون.
- پارک ملی یلو ستون.